# Península de Sadamisaki
La península de Sadamisaki (佐田岬半島 Sadamisaki-hantō?) es una península que se encuentra en el extremo occidental de la isla de Shikoku, ocupada por el Pueblo de Ikata de prefectura de Ehime. También se la conoce como península Misaki (三崎半島 Misaki-hantō?).

## Características
Con unos 40 km de longitud, es la península más alargada y estrecha de Japón.
Se extiende hacia el suroeste desde cercanías del puerto de Yawatahama, en torno a la Falla Tectónica Media (中央構造線 Chūō Kōzō-sen?).
Separa el mar de Uwa del mar Interior de Seto, y en su extremo se encuentra el cabo Sada (佐田岬 Sada-misaki?).
Forma parte del parque nacional de Setonaikai, y la Ruta Nacional 197, conocida como "Melody Line", es uno de los lugares predilectos para apreciar las flores de prunus jamasakura.
- Datos: Q1043915
- Multimedia: Sadamisaki Peninsula / Q1043915